# Groots met een zachte G - Live in het Philips Stadion 2007
Groots met een zachte G - Live in het Philips Stadion 2007 is de cd/dvd-registratie van de drie uitverkochte concerten die Guus Meeuwis van 15 t/m 17 juni 2007 gaf in het Philips Stadion in Eindhoven. De cd/dvd-registratie werd uitgebracht op 22 november 2007.
Speciale gast tijdens zijn optredens was Thomas Acda.

## Tracklist

### CD
1. Tranen gelachen (G. Meeuwis, J. Roy, J. Rozenboom) – 3:19
2. Zo ver weg (B. Destrycker) – 4:38
3. Zal Ik Er Zijn (R. de Leeuw, G. Meeuwis, J. Roy, J. Rozenboom) – 4:05
4. Niemand (J. Rozenboom, G. Meeuwis) – 5:06
5. Op straat (G. Meeuwis, R. McTell) – 4:26
6. Hou me gewoon maar even vast (G. Meeuwis, J. Rozenboom) – 6:05
7. Bondgenoot duet met Thomas Acda (H. Kooreneef, P. Jakobsen) – 3:54
8. Brabant (G. Meeuwis, J. Rozenboom) – 4:37
9. Proosten (G. Meeuwis, M. Meeuwis, J. Roy) – 4:28
10. Mag Ik Dansen (J. Rozenboom, G. Meeuwis) – 4:50
11. Verliefd Zijn (G. Meeuwis) – 4:55
12. Genoten (G. Meeuwis, J. Roy) – 6:02

### DVD
1. G - The Movie
2. Tranen gelachen (G. Meeuwis, J. Roy, J. Rozenboom)
3. Zo ver weg (B. Destrycker)
4. Het Is Een Nacht (G. Meeuwis)
5. Zal Ik Er Zijn (R. de Leeuw, G. Meeuwis, J. Roy, J. Rozenboom)
6. Geef mij je angst (U. Jürgens, M. Kunze, A. Hazes)
7. Niemand (J. Rozenboom, G. Meeuwis)
8. Op straat (G. Meeuwis, R. McTell)
9. Hou me gewoon maar even vast (G. Meeuwis, J. Rozenboom)
10. Bloemen (G. Meeuwis, M. van Dooren, J. Rozenboom)
11. Toen ik je zag (G. Meeuwis, J. Rozenboom)
12. Ik tel tot 3 (G. Meeuwis, J. Rozenboom)
13. Bondgenoot duet met Thomas Acda (H. Koreneef, P. Jakobsen)
14. Het Regent Zonnestralen duet met Thomas Acda (T. Acda, P. de Munnik)
15. Brabant (G. Meeuwis, J. Rozenboom)
16. Jouw hand (J. Poels, R. van Donselaar)
17. Proosten (G. Meeuwis, M. Meeuwis, J. Roy)
18. Medley: A. Zeven Dagen Lang B. Kom Van Dat Dak Af
19. Mag Ik Dansen (J. Rozenboom, G. Meeuwis)
20. Verliefd Zijn (G. Meeuwis)
21. Ik Wil Je (J. van Eykeren, W. Grootaers, E. Wauters, B. Bergen)
22. Ik Ben Blij Dat Ik Je Niet Vergeten Ben (J. Nuissl)
23. 't Dondert en 't bliksemt (G. Meeuwis, J. Rozenboom, R. van Beek, A. Kraamer, R. Schrijen, E. Boerenkamps, M. Meeuwis)
24. Tranen gelachen (G. Meeuwis, J. Roy, J. Rozenboom)
25. Per spoor (Kedeng kedeng) (G. Meeuwis)
26. Genoten (G. Meeuwis, J. Roy)